# Доисторический Уэльс
Доисторический период истории Уэльса с точки зрения поселений человека охватывает период с 230 тыс. лет назад и до появления первых римских поселений в 48 году н. э. Длительное время историки считали, что в Уэльсе различные волны миграции приводили к вытеснению одной группы населения другой, однако данные популяционной генетики говорят скорее об относительно устойчивой генетической картине.

## Палеолит
Наиболее ранние человеческие останки на территории Уэльса датируются 230 тыс. лет назад — это верхняя челюсть неандертальца с сохранившимися двумя зубами, относящаяся к межледниковому периоду нижнего палеолита, найденная в пещере в долине реки Элви при раскопках палеолитической стоянки Бонтневид (en:Bontnewydd Paleaolithic site) около Сент-Асафа  в графстве Денбишир. При раскопках 1978—1995 годов обнаружено ещё 17 зубов, относящихся к 5 различным неандертальцам, а также 7 ручных топоров и несколько костей животных, на некоторых из них имеются следы орудий. Это самое западное в Евразии место, где были найдены останки древних гоминид. Неандертальские ручные топоры были найдены также в пещере Койган (Coygan Cave), в Кармартеншире — они датируются периодом от 60000 до 35000 лет назад.
Пэйвилендские известняковые пещеры на полуострове Гауэр в южном Уэльсе — наиболее богатый источник ориньякского материала в Британии; в частности, здесь найдены режущие инструменты и скребки, датируемые примерно 28500 лет назад.
Первыми останками Homo sapiens sapiens в Уэльсе являются останки знаменитой «Красной дамы из Пэйвиленда». Этот человеческий скелет, окрашенный красной охрой, был найден в 1823 году в одной из пещер Пейвиленда. Несмотря на название, в действительности скелет принадлежал молодому мужчине, который жил около 29000 лет назад в конце верхнего палеолита. Его захоронение считается наиболее ранним церемониальным погребением в Западной Европе. Рядом со скелетом были обнаружены фрагменты небольших цилиндрических костяных стержней, фрагменты костяных браслетов и морских раковин (именно эти украшения и стали причиной того, что останки первоначально были определены как женские).
Палеолитические поселения в Уэльсе периодически исчезали и возникали вновь через длительный промежуток времени. Это связано с периодами похолоданий и потеплений, и соответственно увеличением или уменьшением ледникового щита. Предполагается, что в период 21000 — 13000 лет назад Уэльс был необитаемым; о новом заселении свидетельствует захоронение в пещере Кендрикс (Kendrick’s Cave) на возвышенности Грейт-Орм (en:Great Orme), которое датируется около 12000 лет назад.

## Мезолит
После окончания последнего ледникового периода Уэльс приобрёл современные географические очертания около 7000 г. до н. э. и был населён мезолитическими охотниками-собирателями. Мезолитические артефакты найдены во многих местах Уэльса, однако лишь в редких случаях их удаётся отнести к точному временному слою. Наиболее ранним мезолитическим памятником Уэльса является Нэб-Хед (Nab Head) в Пембрукшире — около 9200 лет назад. Многие мезолитические памятники расположены на современном побережье, хотя 9000 лет назад они должны были находиться на некотором удалении от берега в связи с более низким уровнем моря. Довольно много памятников находилось на территории Пембрукшира, однако немало древних стоянок было и на возвышенностях — по-видимому, это были сезонные жилища охотников, например, близ en:Llyn Brenig. Несколько украшенных галек, найденных в Ридлане (en:Rhuddlan), являются наиболее ранними образцами искусства в Уэльсе.
Исследование отверстий под сваи вокруг неолитической гробницы Брин-Келли-Ди на Англси (2006) показало, что два из отверстий относятся к эпохе мезолита.

## Неолит

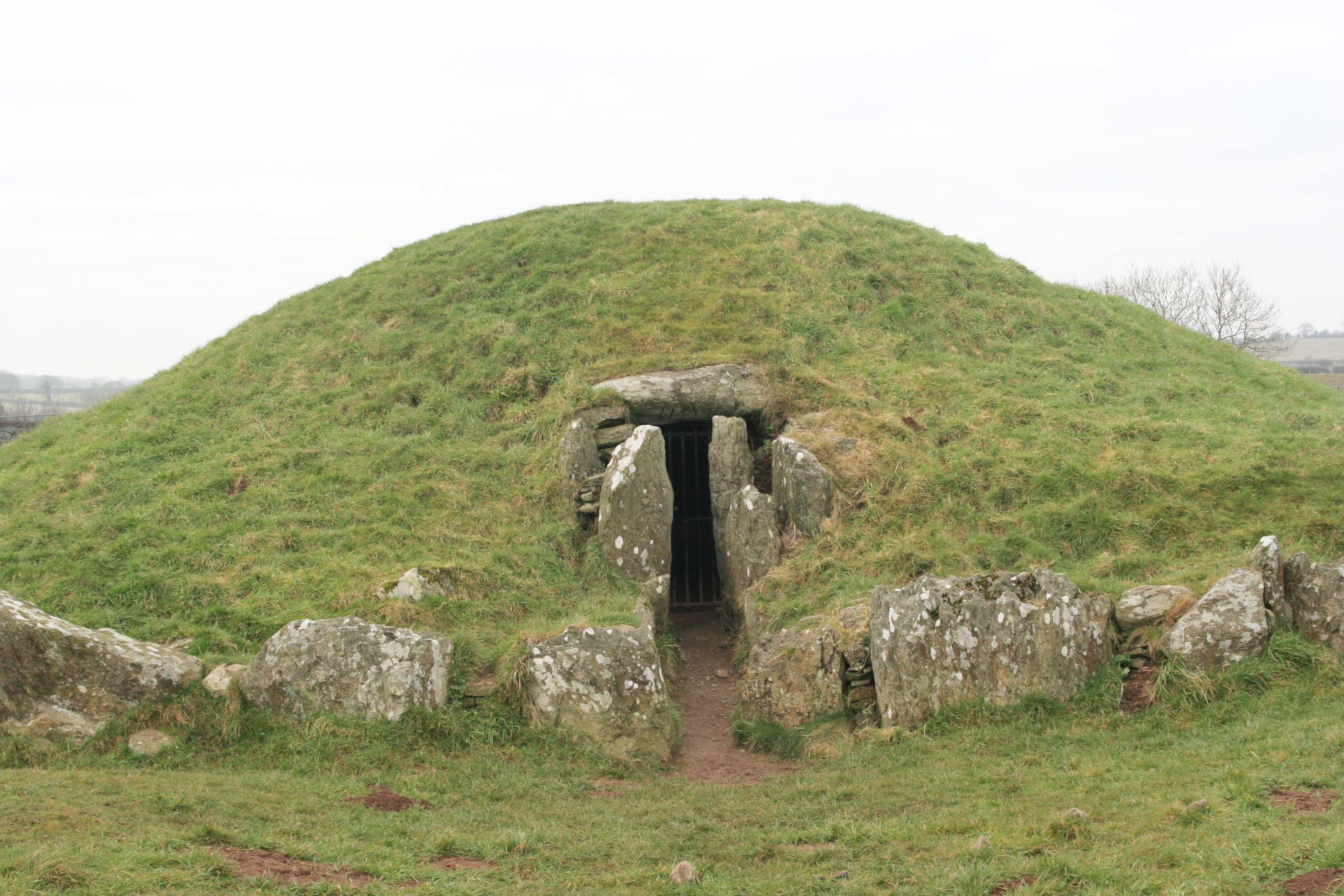
Брин-Келли-Ди, камерная гробница позднего неолита на Англси

Предполагается, что наиболее ранние сельскохозяйственные общины возникли около 4000 г. до н. э., что знаменует начало неолита. Анализ пыльцы показывает, что в тот период производилась массовая очистка местности от лесов. К неолиту относится начало сооружения многочисленных мегалитических сооружений — камерных гробниц, из которых наиболее известны Брин-Келли-Ди (на фото) и Барклодиад-и-Гаурес на Англси. В Уэльсе обнаружены мегалитические гробницы трёх типов:
- Северн-Котсуолдская гробница — этот тип был распространён на юго-востоке,
- портальный дольмен,
- и коридорная гробница, характерная для области Ирландского моря и атлантического побережья Европы и Марокко.

Мегалитические гробницы чаще всего встречаются на западных низинах. Имеются свидетельства культурных связей с Ирландией, в особенности в эпоху раннего неолита.
В Уэльсе обнаружен ряд домов эпохи неолита, из которых самым известным является поселение Клегир-Бойя (Clegyr Boia) около города Сент-Дейвидс в Пембрукшире. Здесь также найдено большое количество артефактов, в частности, полированные каменные топоры. В Уэльсе было несколько доисторических «заводов» по производству каменных орудий, из которых самый крупный (Грайг-Луид, Graig Lwyd) находится близ современного города Пенмайнмаур (en:Penmaenmawr) на северном побережье; изделия данного «завода» экспортировались вплоть до территории современного Йоркшира и центральной Англии. Найденная керамика указывает на связи с Ирландией.

## Бронзовый век

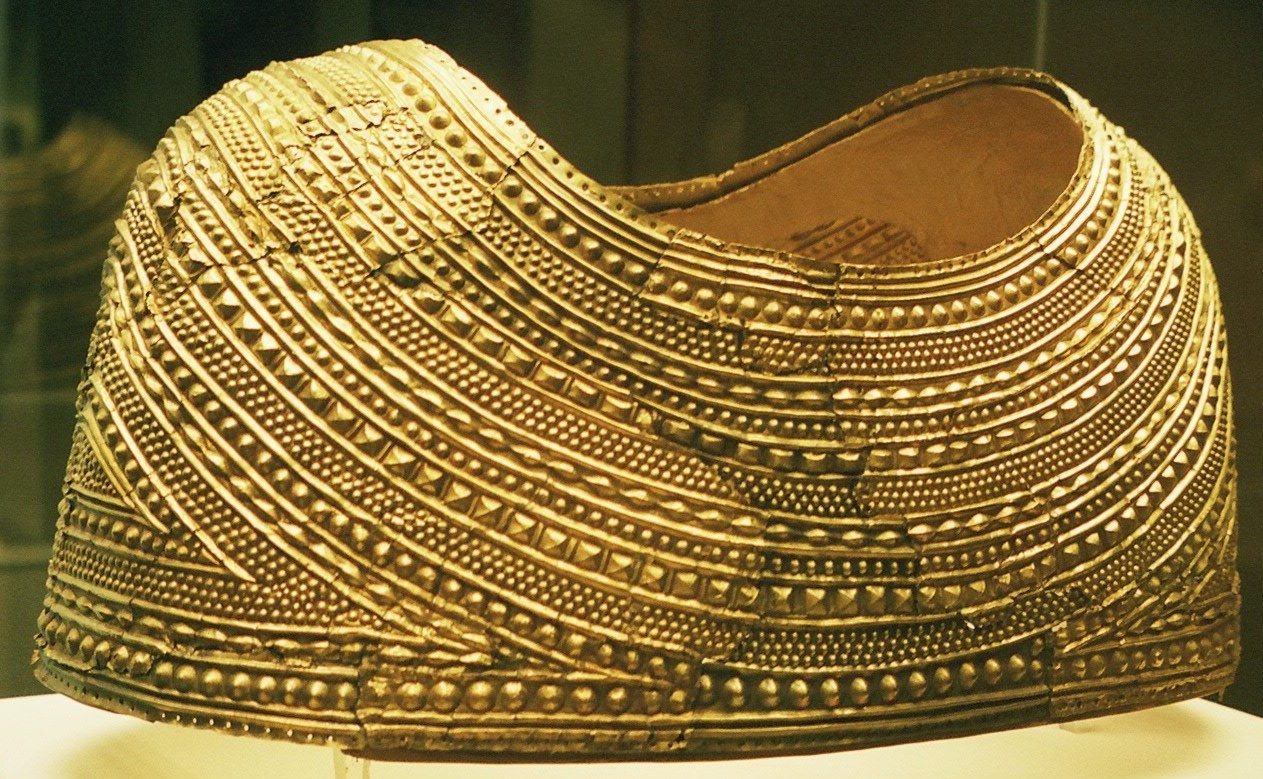
Пелерина из Молда, Британский музей

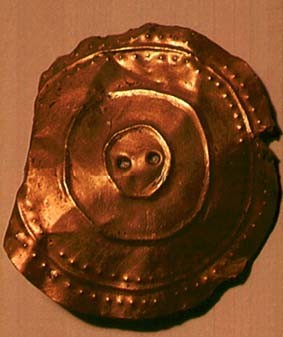
Солнечный диск из Банк-Тиндола, ювелирная традиция культуры колоколовидных кубков

Металлические орудия впервые появились в Уэльсе около 2500 г. до н. э. — первоначально медные, затем бронзовые. Климат в период бронзового века (около 2100—1400 до н. э.), как предполагается, был теплее нынешнего, поскольку много находок данного периода обнаружено в тех местах, которые в настоящее время представляют собой незаселённое высокогорье. Большинство меди, используемой для производства бронзы, как предполагается, происходило из шахты эпохи среднего бронзового века на возвышенности Грейт-Орм (en:Great Orme). В частности, медь с Грейт-Орма использовалась для производства бронзовых инструментов и инвентаря, найденного в комплексе Эктон-Парк, названного по месту обнаружения клада — парку Эктон неподалёку от Рексема. Эти инструменты были произведены в конце раннего бронзового века и, в частности топорища, являли собой образцы новых металлургических технологий и исполнения; кроме того, они широко использовались как предмет экспорта — их находки представлены по протяжённости континентального побережья Европы от Бретани до северной Германии.
Погребальная практика в период бронзового века отличалась от предшествующего неолита — захоронения стали совершать в круглых курганах с помещением в могилу погребальных даров. Вскоре трупоположение было вытеснено кремацией, и на территории Уэльса погребальный курган с многочисленными подзахоронениями стал стандартной формой некрополя около 2000 г. до н. э.
В захоронениях раннего бронзового века в Уэльсе найдено крайне мало образцов оружия по сравнению с другими объектами. Отсутствие свидетельств поселений этого периода позволяет предположить, что фермы и селения ранней бронзы не были окружены оборонительными сооружениями.
Начиная примерно с 1250 г. до н. э. наблюдается ухудшение климата, которое стало особенно заметным с 1000 г. до н. э., увеличивается количество дождевых осадков, снижается средняя летняя температура. Это приводит к увеличению количества торфяников и вероятному оставлению многих высокогорных поселений. Предполагается, что следствием этого стало социальное расслоение, нашедшее выражение в появлении первых укреплённых городищ на вершинах холмов к 800 году до н. э.
В позднем бронзовом веке наблюдается развитие более совершенных бронзовых технологий, с наблюдающимся широким распространением оружия. Начинают выделяться региональные особенности исполнения при производстве инструментов и оружия, в частности топоров. По этим особенностям Уэльс может быть разделён на четыре области: юго-восточную, юго-западную, северо-западную и северо восточную. Примечательно, что указанные области с некоторым приближением могут быть соотнесены с территориями, на которых в более позднее время римлянами зафиксированы следующие племена: силуры, деметы, ордовики и декеанглии, соответственно.

## Железный век

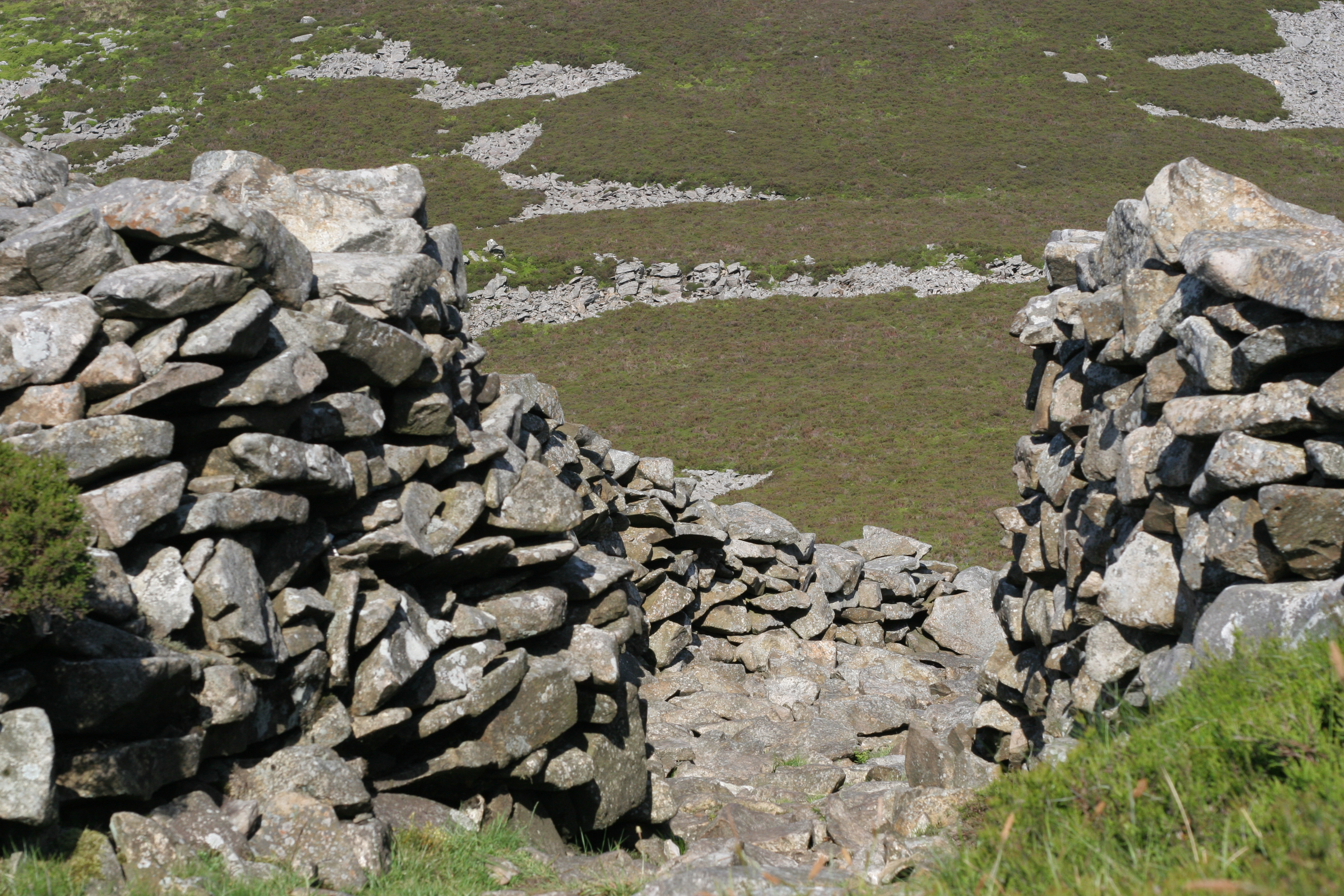
Вход через насыпь, сложенную методом сухой кладки, форт на холме Трер-Кейри (Tre’r Ceiri), Гуинет

Наиболее ранние следы использования железа в Уэльсе происходят из Ллин-Ваура в верховьях долины Ронды, где найдены предметы предположительно вотивного характера, три из которых были железными: меч, наконечник копья и серп. Найденный клад датируется 650 годом до нашей эры. Предполагается, что меч происходит не из Уэльса, а серп изготовлен в соответствии с местным бронзовым прототипом.
Характерным признаком железного века в Британии выступает возведение укреплённых городищ на вершинах холмов, примерами которых в Уэльсе могут быть Пен-Динас рядом с Аберистуитом и Трер-Кейри на полуострове Ллин. Самым ранним поселением, относимым однозначно к железному веку, считается Кастелл-Одо (Castell Odo), небольшой форт, расположенный в оконечности полуострова Ллин и датируемый 400 годом до н. э. Самые крупные городища сосредоточены в основном по восточной границе Уэльса, однако некоторые большие укреплённые поселения встречаются и в низинах северо-запада. В то же время городища юго-западного Уэльса достаточно многочисленны, но обладают небольшими размерами с площадью в пределах 1,2 гектара.
Особенно важная находка, относящаяся к данному периоду, была сделана в 1943 году близ Ллин-Керриг-Бах на Англси при расчистке площадки для авиабазы королевских ВВС. Клад содержал оружие, щиты и колесницы вместе с оснасткой и бронёй, а также рабские цепи и орудия. Многие были намеренно сломаны и, по-видимому, представляли собой вотивные дары. Указанные предметы являются одним из крупнейших собраний металлических находок, связанных с латенской культурой в Британии. С другой стороны, керамика указанного периода встречается в Уэльсе довольно редко, причём большая её часть представляется завезённой извне.
Латенскую культуру традиционно связывают с кельтами, и до недавнего времени большинство историков считало, что появление этой культуры было связано с крупномасштабным вторжением людей, принесших с собой кельтский язык — предок валлийского. Согласно наиболее популярной в настоящее время точке зрения, крупномасштабные переселения людей в тот период были редкими, в большинстве случаев речь шла о культурной диффузии. В пользу такой модели говорят, например, погребения в культовых местах прежних культур. Предполагается, что кельтский язык появился в Уэльсе не позднее 700 г. до н. э.
Доисторический период заканчивается приходом римлян, которые начали кампанию против валлийских племён в 48 г. н. э., напав на декеанглиев на северо-востоке Уэльса. Уэльс в то время был разделён на владения многочисленных племён, из которых наиболее ожесточённое сопротивление оказали силуры и ордовики. Римское завоевание успешно завершилось в 79 году нашей эры. Данные римских историков, например, Тацита, дают дополнительные сведения об Уэльсе в тот период; из них известно, например, что остров Англси тогда был крепостью друидов. Влияние римлян было неравномерным в различных частях Уэльса; некоторые кельтские форты на холмах, например, Трер-Кейри, продолжали быть населены и в римский период.